# Tiiu Kuik
Tiiu Kuik (Tallinn, 18 marzo 1987) è una modella estone.

## Biografia
Scoperta a 13 anni da Paolo Moglia, cominciò la sua carriera di modella in Giappone prima di trasferirsi in Italia.
Le agenzie che la rappresentano sono la Marilyn New York, la D Management Milan e la Marilyn Agency di Parigi.
Ha sfilato per oltre cinquanta case di moda, tra cui Gucci (per cui ha aperto le sfilate dell'autunno 2003 e della primavera 2004), Chanel, Louis Vuitton, Versace, Ralph Lauren, Giorgio Armani, Paul Smith, Narciso Rodriguez, Paco Rabanne, Salvatore Ferragamo, Dsquared², Emilio Pucci, Fendi, Prada, Jil Sander, Marc Jacobs, Karl Lagerfeld, Jean Paul Gaultier, John Galliano, Dolce & Gabbana, Chloé. La Kuik è apparsa poi sulle copertine di diverse riviste rinomate quali Elle, Marie Claire, Velvet e su diversi numeri di Vogue. Ha prestato il suo volto anche a diverse campagne pubblicitarie: Christian Dior (per il profumo J'Adore), Louis Vuitton, Moschino, Valentino, Pollini, Bill Blass, MontBlanc, Kenneth Cole, Neiman Marcus, Bergdorf Goodman, Swarovski, CoverGirl.